# Sandala
Sandala (hebr. סנדלה; arab. صندلة) – arabska wieś położona w Samorządzie Regionu Ha-Gilboa, w Dystrykcie Północnym, w Izraelu.

## Położenie
Sandala jest położona na wysokości od 100 do 128 m n.p.m. na zachodnich zboczach Wzgórz Gilboa, na północy Izraela. Po stronie wschodniej wioski teren wznosi się ku szczytowi Har Giborim (400 m n.p.m.). Ze wzgórz Gilboa spływa strumień Gilboa, który przepływa na wschód od wsi i po stronie południowej łączy się ze strumieniem Hohit. Okoliczny teren opada łagodnie w kierunku północno-zachodnim do intensywnie użytkowanej rolniczo Doliny Jezreel. W otoczeniu wsi Sandala znajdują się moszawy Magen Sza’ul, Metaw i Perazon, wieś komunalna Gan Ner, oraz arabska wieś Mukajbila. W odległości niecałego 1 km na południe od wsi przebiega mur bezpieczeństwa oddzielający terytorium Izraela od Autonomii Palestyńskiej. Po stronie palestyńskiej są wioski Arabbuna, Dajr Ghazala, Arrana i Dżalama.
Sandala jest położona w Samorządzie Regionu Ha-Gilboa, w Poddystrykcie Jezreel, w Dystrykcie Północnym Izraela.

## Historia

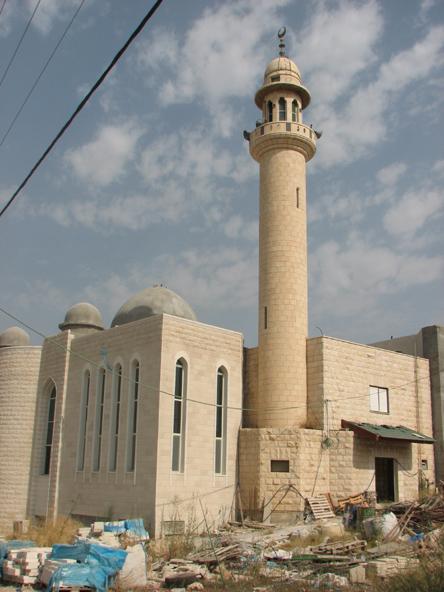
Meczet we wsi Sandala

Według lokalnej tradycji, wieś została założona w XVIII wieku przez dwóch braci z sąsiedniej wsi Arabbuna (obecnie w Autonomii Palestyńskiej). Pod koniec XIX wieku Sandala została opisana jako mała wieś położona na skraju równiny, zbudowana z kamieni i błota pozyskiwanego z cysterny. W jej otoczeniu znajdowały się pola uprawne. Po I wojnie światowej w 1918 roku cała Palestyna przeszła pod panowanie Brytyjczyków, który w 1921 roku utworzyli Brytyjski Mandat Palestyny. W owym czasie Sandala była małą wsią, w której znajdowało się zaledwie 36 domów i 189 mieszkańców.
W poszukiwaniu skutecznego rozwiązania narastającego konfliktu izraelsko-arabskiego w dniu 29 listopada 1947 roku została przyjęta Rezolucja Zgromadzenia Ogólnego ONZ nr 181. Zakładała ona między innymi, że wieś Sandala miała znaleźć się w granicach nowo utworzonego państwa arabskiego, tuż przy granicy państwa żydowskiego. Arabowie odrzucili tę rezolucję i dzień później doprowadzili do wybuchu wojny domowej w Mandacie Palestyny. Od samego początku wojny okoliczne wioski były wykorzystywane przez arabskie milicje, które sparaliżowały żydowską komunikację w całym regionie. W samej wiosce Sandala stacjonowały siły Arabskiej Armii Wyzwoleńczej, a na samym początku I wojny izraelsko-arabskiej w maju 1948 roku zajęły ją wojska irackie. W dniu 30 maja 1948 roku izraelska armia rozpoczęła operację „Erez”, w trakcie której 30 maja zajęto wieś Sandala. W przeciwieństwie do wielu innych arabskich wiosek, Sandala nie została wysiedlona. Po wojnie wieś pozostała na terytorium Izraela i zachowała swój arabski charakter. We wrześniu 1957 roku izraelski pocisk artyleryjski przypadkowo spadł na wieś, zabijając 15 uczniów tutejszej szkoły. Okoliczności tego wypadku do tej pory nie zostały wyjaśnione.

## Demografia
Mieszkańcy wsi są Arabami, pod względem wyznaniowym są to muzułmanie:

## Gospodarka i infrastruktura
Gospodarka wsi opiera się na rolnictwie, sadownictwie i hodowlach w szklarniach. Część mieszkańców pracuje poza wsią. We wsi jest przychodnia zdrowia i sklep wielobranżowy.

## Transport
Ze wsi wyjeżdża się w kierunku zachodnim na drogę nr 60, którą jadąc na północ dojeżdża się do skrzyżowania z drogą nr 675 przy kibucu Jizre’el i dalej do miasta Afula. Natomiast jadąc na południowy zachód dojeżdża się do moszawu Magen Sza’ul, wioski Mukajbila i przejścia kontrolnego Dżalama, umożliwiającego wjazd do Autonomii Palestyńskiej i dojechanie do miasta Dżanin.

## Edukacja i kultura
We wsi jest szkoła podstawowa. Starsze dzieci są dowożone do gimnazjum w arabskiej wiosce Na’ura. Wieś posiada własny meczet, ośrodek kultury z biblioteką, oraz boisko sportowe.